# Thomas Boller (Pflanzenphysiologe)
Thomas Boller (* 10. Dezember 1949 in Frauenfeld) ist ein Schweizer Pflanzenphysiologe und emeritierter Hochschullehrer an der Universität Basel.

## Leben
Thomas Boller studierte zwischen 1968 und 1973 Biologie an der Eidgenössischen Technischen Hochschule (ETH) in Zürich und promovierte zwischen 1973 und 1977 in Pflanzenphysiologie bei Andreas Wiemken an der ETH. 1986 wurde er Ausserordentlicher Professor und 1993 Ordentlicher Professor für Pflanzenphysiologie an der Universität Basel.
Seit 2014 ist Boller emeritiert.

## Forschung
Thomas Boller hat wichtige Beiträge zu mehreren Gebieten der Pflanzenbiologie geleistet, unter anderem zum Verständnis der Biosynthese und Wirkung des pflanzlichen Hormons Ethylen.
Ein weiterer Schwerpunkt seiner Forschungen ist die Ökologie und Physiologie der Mykorrhiza. Schliesslich hat Boller wichtige Erkenntnisse zur Phytopathologie, also zur Funktion des pflanzlichen Abwehrsystems gegen Pathogene wie Pilze, Bakterien und Viren, gewonnen – ein Forschungsfeld, das nicht zuletzt für die Züchtung von Nutzpflanzen von Bedeutung ist.
Thomas Boller entdeckte das Schlüsselenzym bei der Ethylen‐Biosynthese, die ACC Synthase, sowie die Gene, die für das Enzym in der Tomate kodieren.
Im Zuge von Forschungsarbeiten über Mykorrhiza hat Bollers Arbeitsgruppe unter anderem beschrieben, welche Rolle bestimmte Pflanzenenzyme wie die Chitinasen bei der Bildung dieser Symbiosen mit Bodenpilzen spielen. Da mehr als 80 Prozent der Blütenpflanzen mit Mykorrhiza assoziiert sind, ist ein besseres Verständnis der zugrunde liegenden molekularen Mechanismen von grosser Bedeutung. Zudem konnte Boller zeigen, dass die Diversität der Mykorrhiza im Boden entscheidend zur Biodiversität der Pflanzen beiträgt.
Im Forschungsgebiet Phytopathologie untersuchen Boller und seine Mitarbeiter die angeborene Immunität von Pflanzen und ihre Elizitoren. Letzteres sind die Komponenten, die in einer Vielzahl von Pathogenen vorkommen und diese generelle Abwehrreaktion auslösen. Boller konnte zeigen, dass Pflanzen etwa Bakterien aufgrund des Flagellinmoleküls in den Geisseln wahrnehmen.

## Privat
Thomas Boller ist verheiratet und Vater von vier Kindern.

## Auszeichnungen
- 2010: Dr. Rudolf Maag‐Preis für die Forschung zur Biodiversität der Pflanzen in der Schweiz[4]
- 2008: Mitglied der European Molecular Biology Organization (EMBO)[5]
- 2006: Mitglied der Nationalen Akademie der Wissenschaften Leopoldina[6]